# Kościół Narodzenia Najświętszej Maryi Panny w Rajgrodzie
Kościół Narodzenia Najświętszej Maryi Panny w Rajgrodzie – zabytkowy kościół w Rajgrodzie. Mieści się przy ulicy Piaski 2. Siedziba rzymskokatolickiej parafii Narodzenia Najświętszej Maryi Panny w Rajgrodzie.
Jest to świątynia wybudowana w stylu neogotyckim w latach 1905–1912. Wewnątrz kościoła znajduje się obraz Matki Boskiej Rajgrodzkiej z XVII wieku.

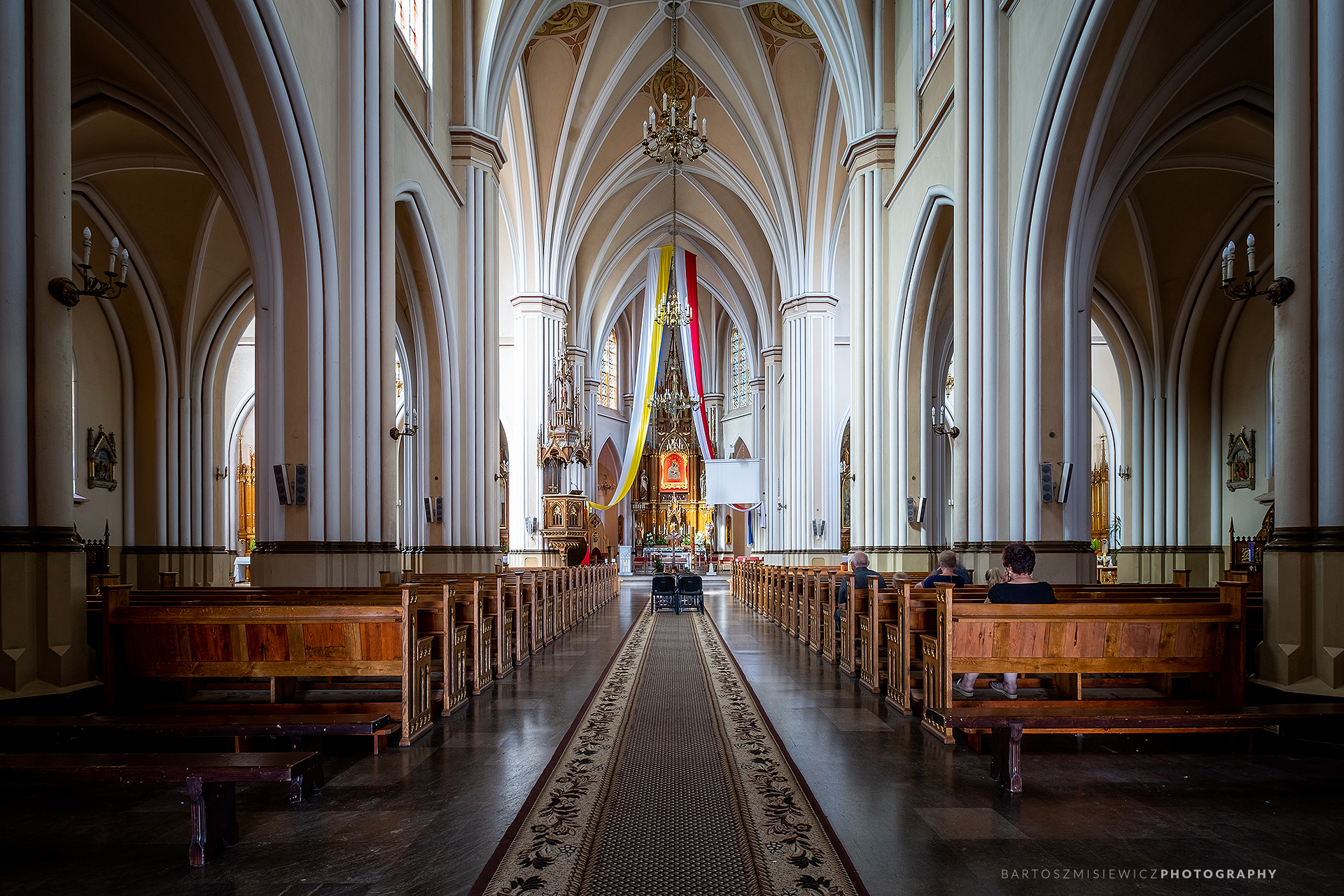
Wnętrze Kościoła Narodzenia Najświętszej Maryi Panny
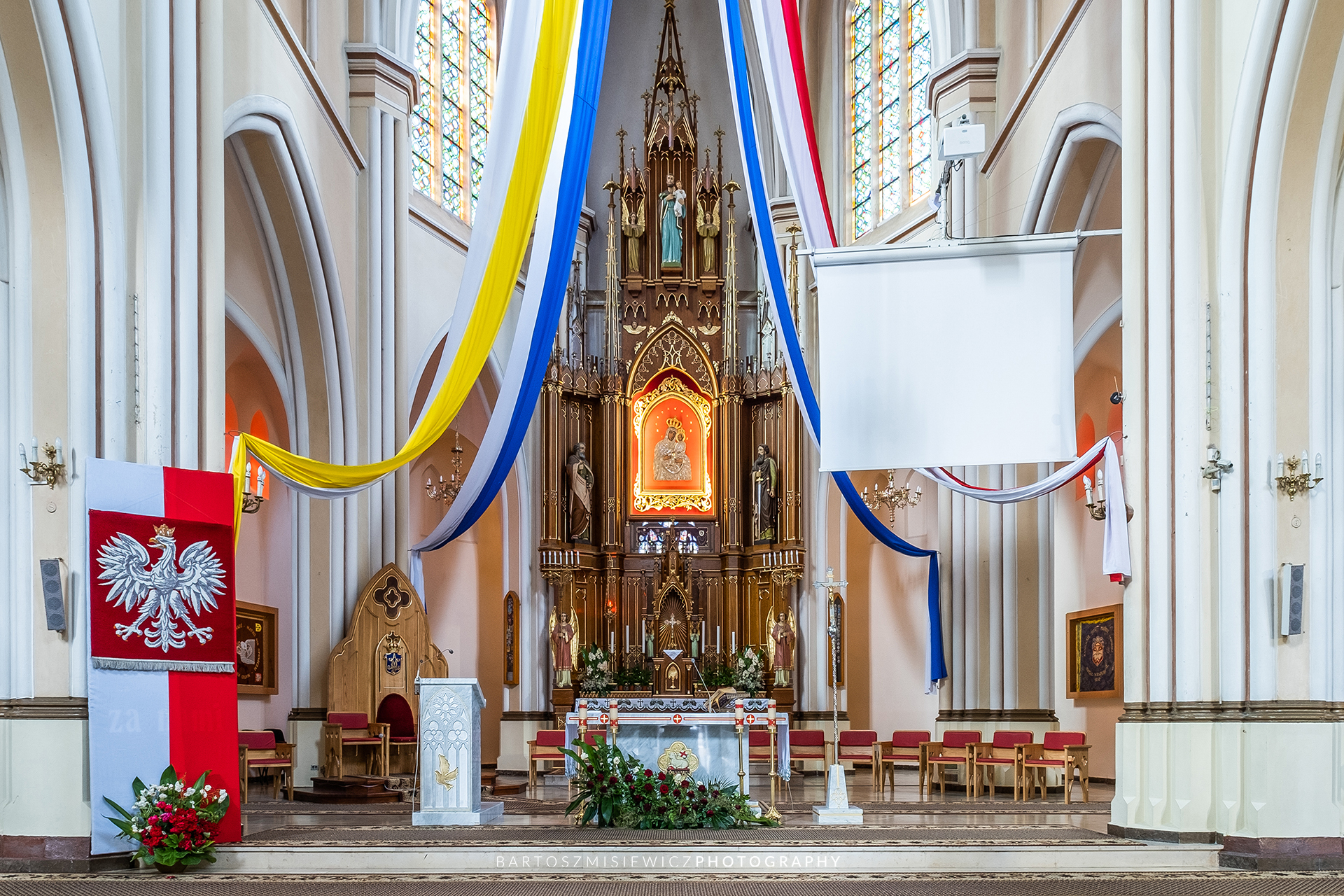
Ołtarz główny Kościoła Narodzenia Najświętszej Maryi Panny